# Cap del Turó
El Cap del Turó és una muntanya de 1.256 metres que es troba al municipi de Montellà i Martinet, a la comarca de la Baixa Cerdanya.